# Langer Weg (Weimar)

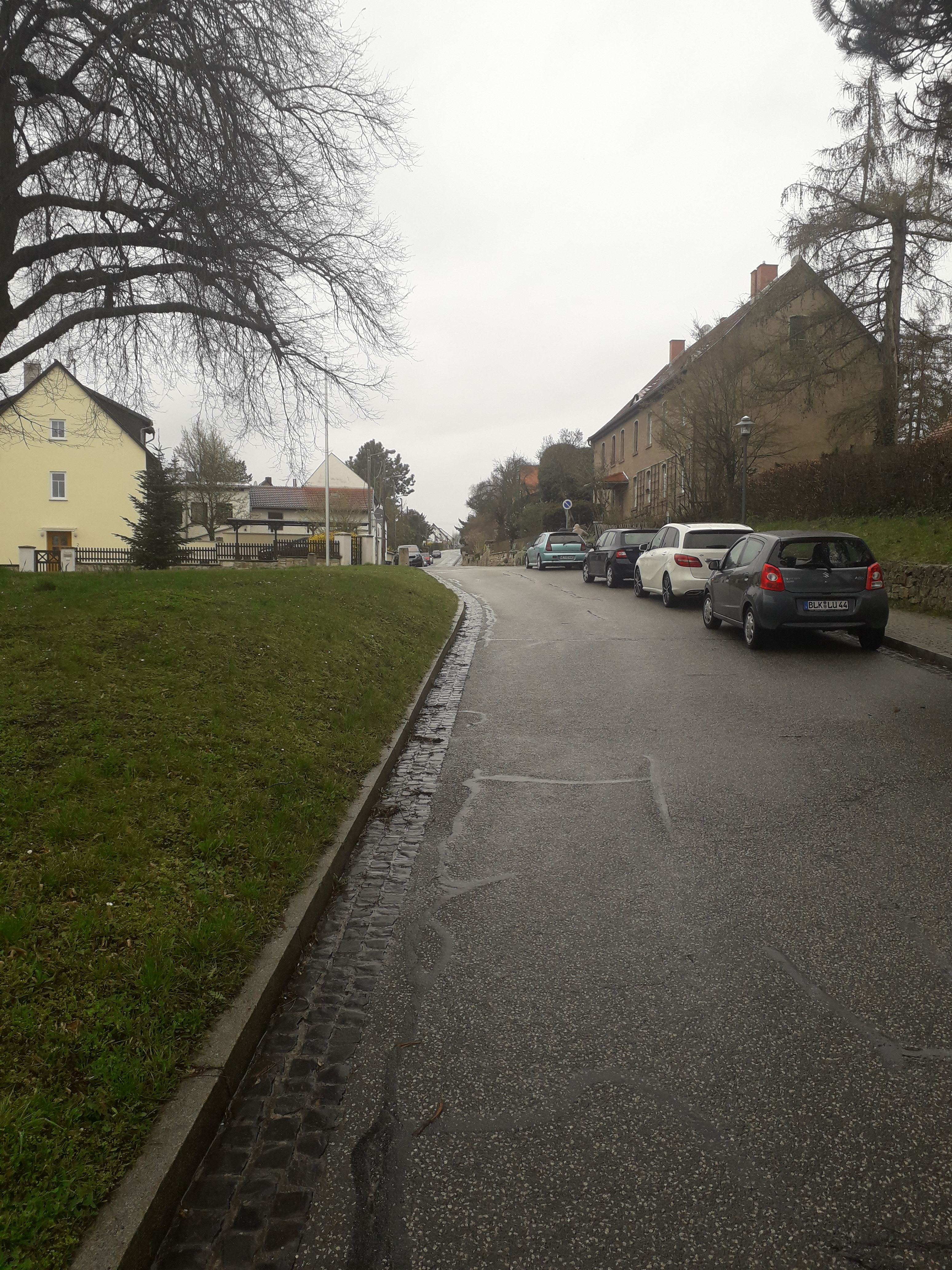
Langer Weg in Tiefurt

Der Straßenzug Langer Weg im Weimarer Ortsteil Tiefurt ist eine Anliegerstraße die allerdings zugleich auch eine Verbindungsstraße von der Hauptstraße hin zur Dürrenbacher Hütte ist, die dann über die Kromsdorfer Straße mit der Buttelstedter Straße verbunden ist. Sie trifft mit dieser an einem Eisenbahntunnel zusammen. Sie liegt im Postleitzahlenbereich 99425.
Am Abzweig des Langen Weges von der Hauptstraße beziehungsweise der Straße Am Ilmhang steht als Bodendenkmal ein altes Steinkreuz. Die Bebauungsdichte ist eher gering. Sie ist nicht vollständig bebaut. Ein Bebauungsplan liegt seit 2019 vor.
Die Objekte Langer Weg 2, 4 und 6 stehen zudem auf der Liste der Kulturdenkmale in Weimar (Ortsteile) bzw. Liste der Kulturdenkmale in Tiefurt. Hier liegt auch der Tiefurter  Friedhof.

Langer Weg in Tiefurt
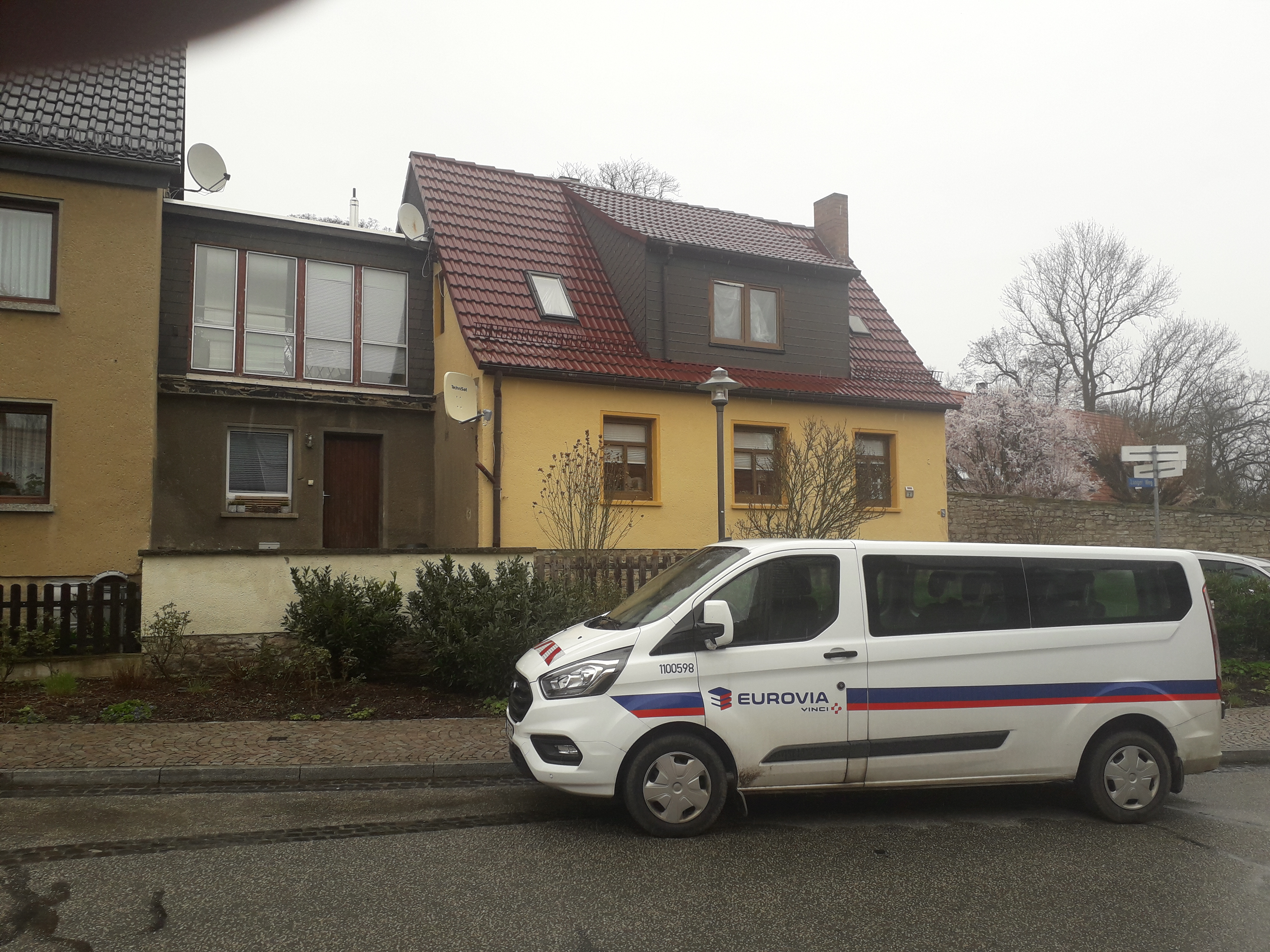
Langer Weg 2 Tiefurt
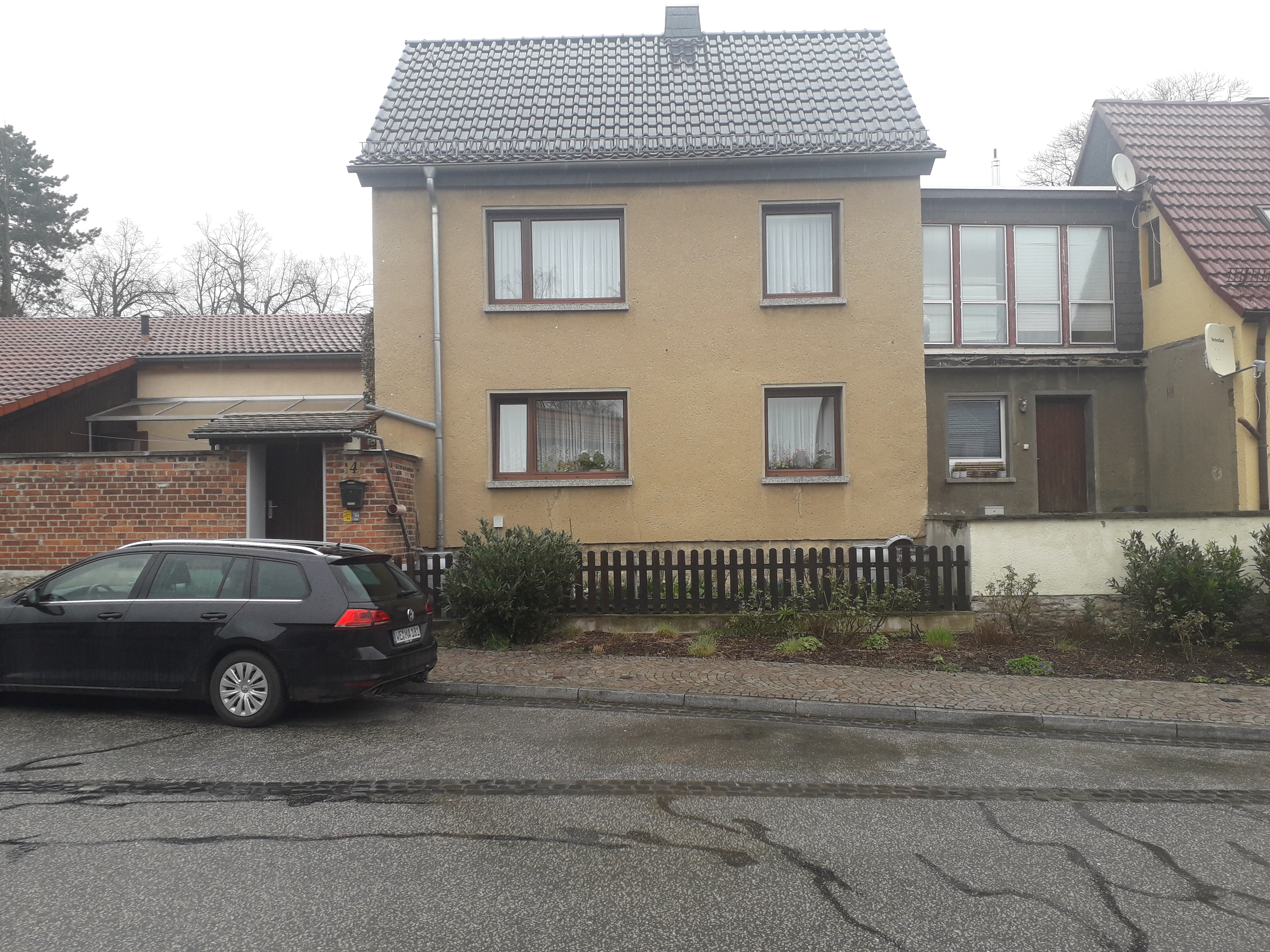
Langer Weg 4 Tiefurt
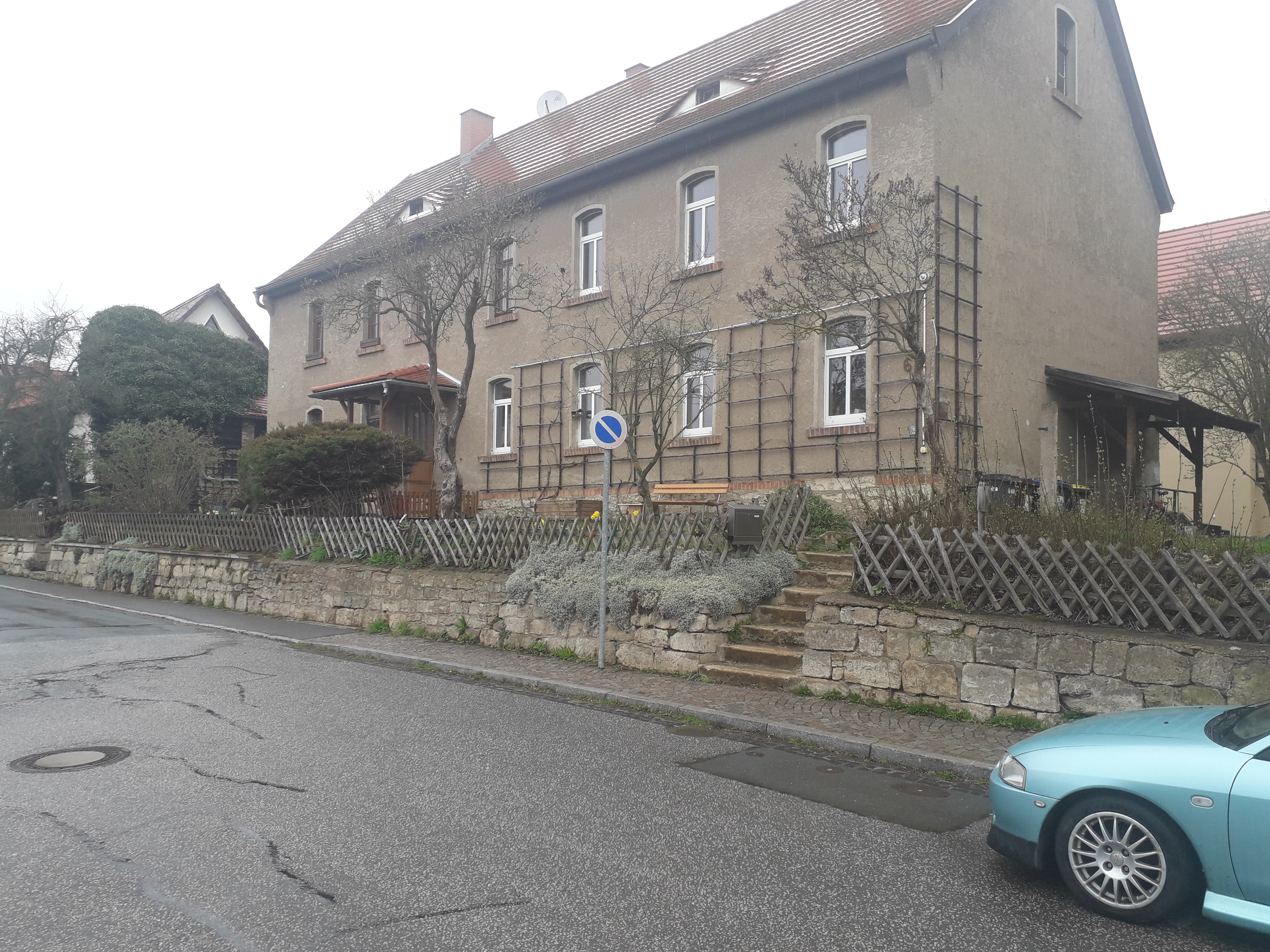
Langer Weg 6 Tiefurt
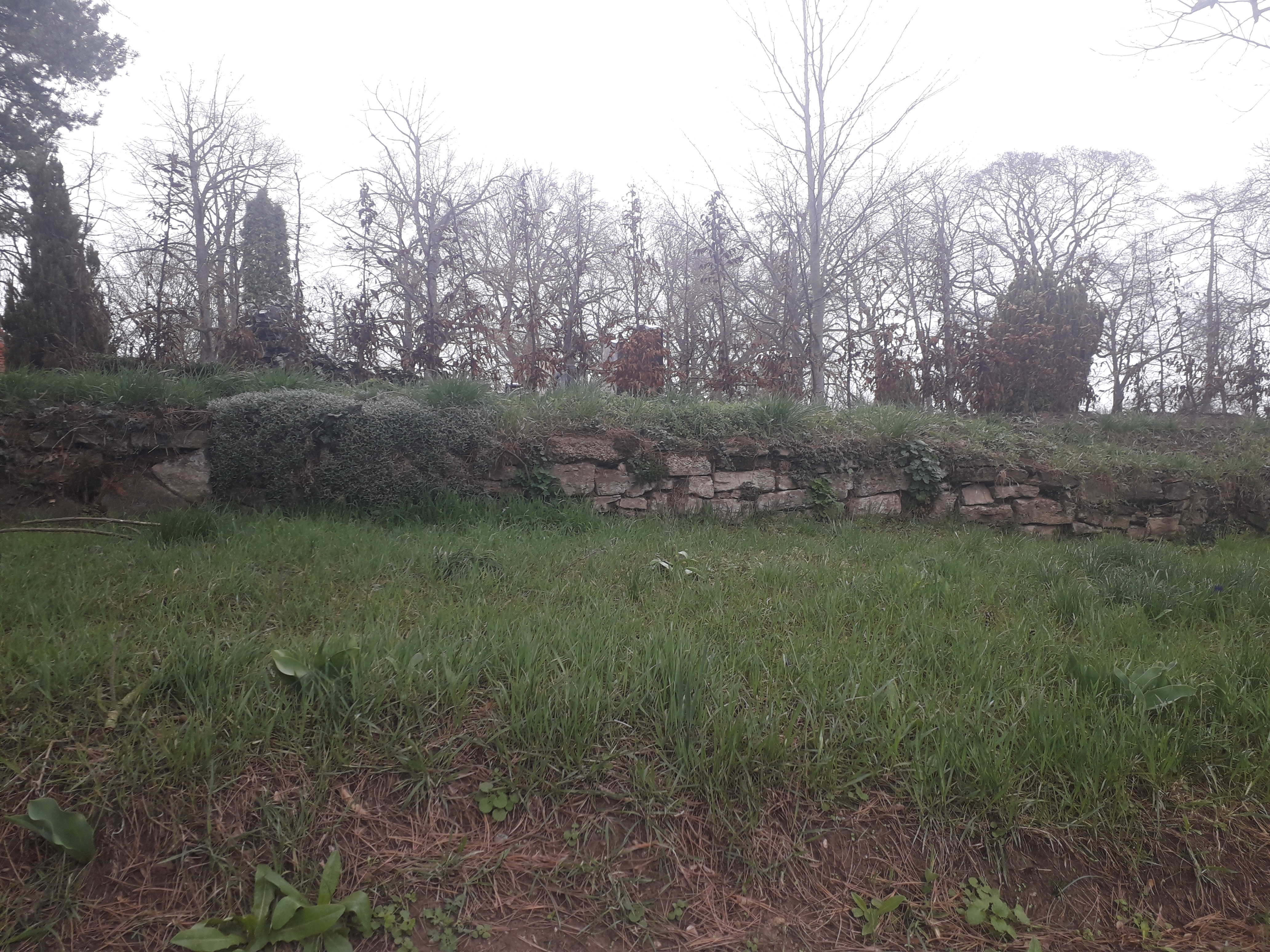
Friedhofsmauer in Tiefurt vom Langen Weg aus gesehen
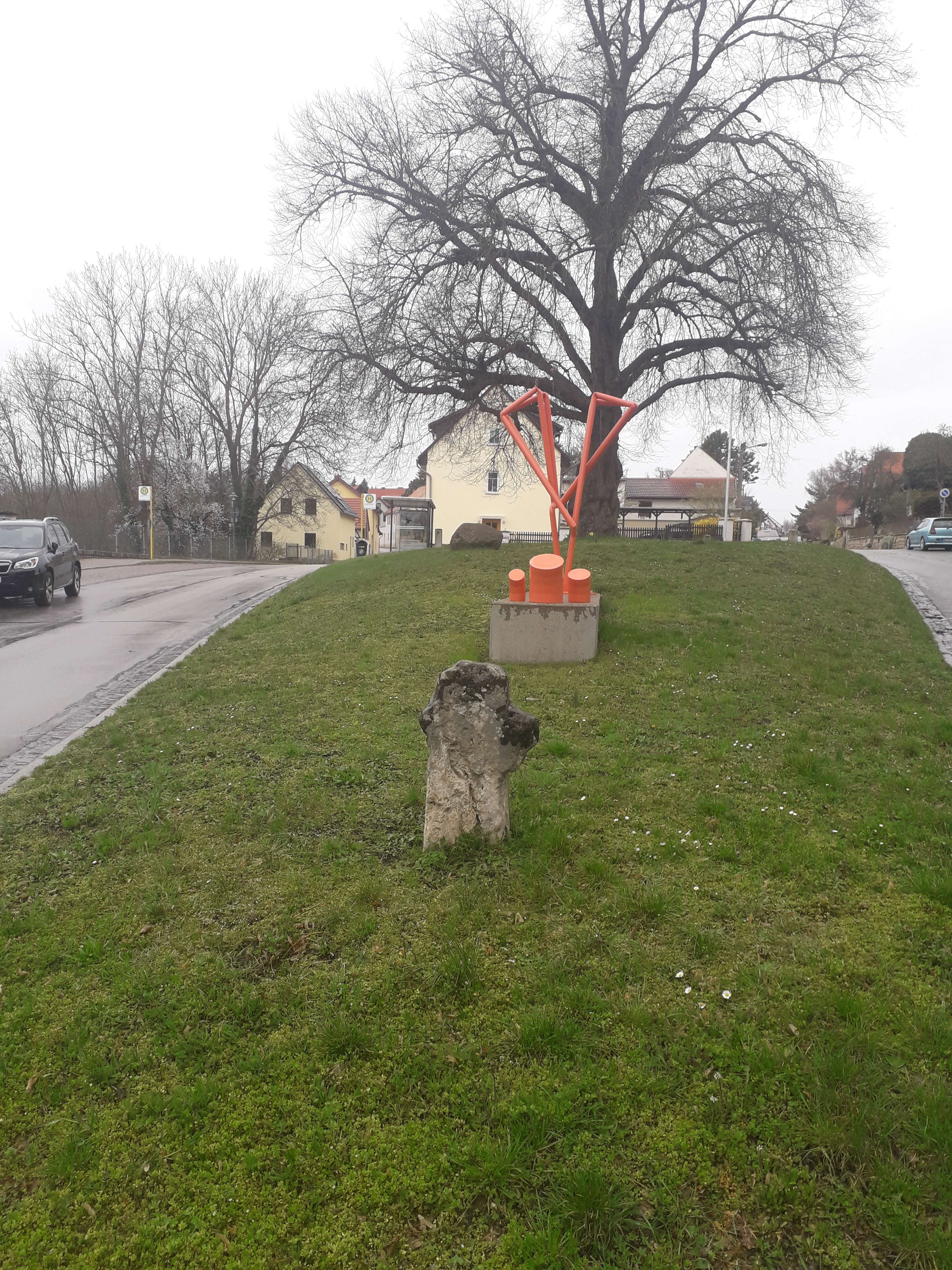
Steinkreuz an der Kreuzung Langer Weg / Am Ilmhang zur Hauptstraße